# Matteu Rocca
Matteu Rocca (Vico, 10 février 1896 - Nice, 1955) était un écrivain, peintre et caricaturiste corse. Frère de Petru Rocca, avec qui il fonda la revue A Muvra en 1920.
En 1922, il fonde le Parti d'action corse. Il étudie les langues orientales et parle français, italien, latin, corse, espagnol et arabe. Il collabore également aux revues Corsica, Kyrnos et Il Corriere Padano. En 1934, il fonde l'association d'extrême droite La Pensée corse. Il traduit Don Quichotte et des œuvres d'Apulée et est l'auteur de nombreuses études dans des revues françaises, italiennes et arabes. Il est membre de l'association La Pensée corse, groupe idéologique d'extrême droite, en 1934.

## Travaux
Don Chisciotte di a Mancia, Traduzione corsa (1925)
- L'Asinu d'oru, d'Apilau, Traduzione corsa (1925)
- I Lucchetti storia di una famiglia corsa nel secolo XX (1925)
- U Vittulu traditu, Cummediola in 2 atti (1925)

Segreto di Pietr'Antone Lucchetti (1927)
- La gemma di Cleopatra, raconto corso dei tempi di Vincentello d'Istria (1928)
- Ombres sur la côte (1931)[2]